# Шпирки
Шпирки (укр. Шпирки) — село на Украине, находится в Барском районе Винницкой области.
Код КОАТУУ — 0520281009. Население по переписи 2001 года составляет 304 человека. Почтовый индекс — 23000. Телефонный код — 4341.
Занимает площадь 3,96 км².

## Адрес местного совета
23012, Винницкая область, Барский р-н, с.Гаевое, ул.Ленина, 9